# 대한민국 민법 제279조
대한민국 민법 제279조는 지상권의 내용에 대한 민법 물권법 조문이다.

## 조문
제279조(지상권의 내용) 지상권자는 타인의 토지에 건물 기타 공작물이나 수목을 소유하기 위하여 그 토지를 사용하는 권리가 있다.